# Licurgo (re di Tracia)

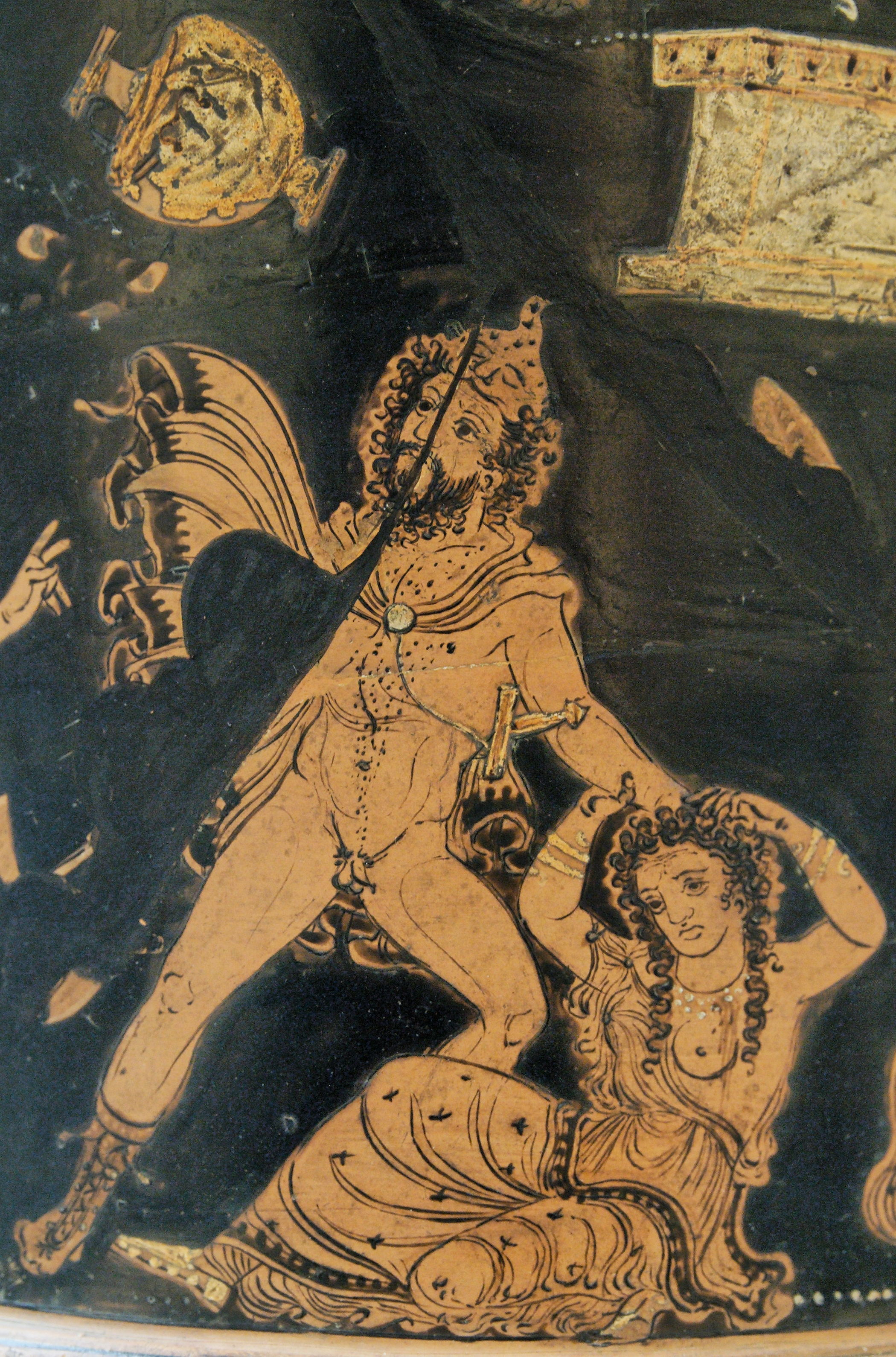
Licurgo impazzito assale la moglie, opera del Pittore di Licurgo, ca. 350-340 a.C., Londra, British Museum.

Secondo la mitologia greca Licurgo  figlio di Driante fu re degli Edòni nella Tracia e fiero nemico di Dioniso.

## Il mito

### L'ostilità verso Dioniso
Quando Dioniso giunse in Tracia, fu accolto da Licurgo con un atteggiamento piuttosto ostile: il re gli impedì il passaggio, lo costrinse a trovare rifugio presso le divinità del mare, in particolare Teti, futura madre di Achille, inoltre catturò e imprigionò le menadi e i satiri che facevano parte del suo seguito, e per finire ne negò la divinità. Colpito dunque da pazzia come vendetta da parte di Dioniso, Licurgo scambiò il proprio figlio Driante per un ceppo di vite e lo uccise colpendolo con un'accetta, rinsavendo poi un attimo dopo. Le sue terre, intanto, erano divenute sterili e l'oracolo suggerì che avrebbero ritrovato la fertilità solo se Licurgo fosse stato squartato. I suoi sudditi lo condussero allora sul monte Pangeo, dove lo legarono a quattro cavalli che, spinti in direzioni opposte, lo fecero a pezzi.

### La versione di Diodoro
Diodoro Siculo offre un'interpretazione evemerista della vicenda. Secondo lui, Licurgo era un sovrano della parte meridionale della Tracia, ossia confinante con l'Ellesponto. Dioniso, intenzionato a spostarsi con il suo grande esercito dall'Asia all'Europa attraversando l'Ellesponto e parte della Tracia, si rivolse al re e con esso firmò un patto di alleanza.
Tuttavia quella notte, mentre le Menadi attraversavano lo stretto, giungendo fino in Tracia, Licurgo decise di non tenere più fede al trattato stretto col dio e ordinò ai suoi soldati di sterminare i seguaci di Dioniso. Un contadino del posto, un certo Carope, venuto a conoscenza del piano, avvisò Dioniso del grave pericolo che correva. Il dio, colto dal timore, decise di lasciare il grosso delle sue truppe in Asia, mentre egli stesso avrebbe attraversato l'Ellesponto per raggiungere le Menadi in pericolo.
Mentre il dio avanzava verso la Tracia, Licurgo attaccò le Baccanti giunte sulle sue coste, le catturò e le massacrò una dopo l'altra. Ma Dioniso giunse appena in tempo con le sue innumerevoli truppe asiatiche e vendicò le loro morti, sconfiggendo Licurgo e tutti i suoi uomini.

L'unico ad essere risparmiato dalla strage fu proprio Licurgo, di cui Dioniso si vendicò con crudeltà, torturandolo in mille modi. Denudato completamente, venne legato con innumerevoli catene, dopodiché il dio in persona gli cavò gli occhi. Dopo altri orrendi supplizi, il tiranno venne inchiodato ad una croce e qui venne infine lasciato morire, tra altri tormenti.
Diodoro precisa, al termine della vicenda, che tali avvenimenti non avvennero in Tracia, ma a Nisa, in Arabia.